# 2005年の中国における反日活動
2005年の中国における反日活動（2005ねんのちゅうごくにおけるはんにちかつどう）は、中華人民共和国で2005年に発生した反日デモ。3月下旬に反日署名運動として始まったが、4月に入って成都、北京、上海などでは一部の反日活動が破壊行為をともなう暴動に発展した。

## 概要
2001年に小泉純一郎首相が就任して以降、小泉首相の靖国神社参拝で中国との関係は悪化し、日中両国の首脳会談は中国により拒否されていた。これにより中国国内では反日感情が高まり、小泉首相への抗議がおこなわれた。「参拝中止という中国側のたび重なる要請を聞き入れず、過去を反省しない日本」という印象が中国内で広がっていた。
2004年7月に、サッカーのAFCアジアカップ2004が中国の重慶で行われたが、反日感情が剥き出しになり、日本のグループリーグから決勝までの数試合は、君が代演奏時や試合中で激しいブーイングや反日行為に晒された。また、勝利を喜ぶ日本人サポーターに罵声を浴びせたり、ゴミや食べ物が投げつけられ、インターネット上でも反日的な書き込みが相次いだ。
2005年3月に大韓民国で竹島問題(独島問題)を契機として盛り上がった反日運動を引き継ぐように、中国各地でも3月下旬ころから歴史教科書問題や日本の国連安保理常任理事国入り反対の署名活動が始まり、インターネットサイトや携帯メールなどで中国各地に拡大した。4月2日には、四川省成都で日系スーパーに対する暴動が発生、4月9日には北京で日本に対する大規模なデモの一部が暴徒化した。4月16日には上海でも日本に対するデモの一部が暴徒化した。
4月17日から18日にかけて町村信孝外相が北京を訪問し、事態について中国側の謝罪と賠償を求めた。中国政府は暴力行為には遺憾の意を表したが、「そもそもの原因は日本側にある」として謝罪と賠償については拒絶した。ただし、水面下での取引はあったとされ、4月19日中国指導部は無届デモ全面禁止を通達し、反日デモの嵐は収束に向かった。一方、この中国側の動きに呼応するように、日本では東シナ海海底ガス田問題について中国提案に譲歩することが発表された。また、4月22日インドネシアの首都ジャカルタで開催された国際会議で、小泉首相は異例に過去の日本の侵略や植民地支配についての謝罪を行い、翌日の胡錦涛国家主席との会談でも謝罪要求など中国側を刺激するような発言は一切行わなかった。小泉は、『私は(日本の常任理事国入りに)中国が反対しても韓国が反対しても、いつでも首脳会談を行う』と述べている。
4月23日以降は中国国内での反日運動は厳しく押さえ込まれ、徐々に収束へと向かった（ただし、中国本土以外に住む中国人は4月23日以降もデモを起こしており、予断は許されない状況でもあった）。日本の外務省から出された海外安全情報等によると、5月1日の労働節（メーデー）、5月4日の青年節（5・4運動）が、もっとも危険な日と警戒していた。
後に、国連安全保障理事会を拡大する日本など4カ国（G4諸国）の「枠組み決議案」に対し、中国は拒否権を行使して反対し、さらに中国にロシアが同調した。最終的に、ドイツの常任理事国入りに反対するアメリカの拒否権により、「枠組み決議案」は反対に終わった。
この反日感情には、靖国神社問題が背景にあったと思われる。靖国神社参拝を行わなかった福田康夫首相と胡錦涛主席との会談で、胡錦涛は日本の国際連合安全保障理事会の常任理事国入りに柔軟姿勢を示した。また対日穏健派の金大中前大統領も、常任理事国入りを支持していた。また同じく鳩山由紀夫首相の際に、サルコジ大統領は「世界第二の経済大国である日本が第二次世界大戦の敗戦国であるという理由だけで、常任理事国になっていないことはおかしい」と発言したが、デモ活動は起きずネットユーザだけの批判だった。
この事件以降、日本国内では中国に根強い反日感情があることが知られ、中国に対する警戒心が生まれた。1992年に訪中した明仁天皇は、温家宝首相による北京オリンピック開会式の招待を断った。さらに中国旅行の書籍では、中国の反日感情に気をつけるような記載が見られた。
翌年の小泉首相の靖国参拝に対しては、中国では反日感情の再燃を抑えるためにデモが封じ込められ、北京の日本大使館で30人ほどがデモを起こしたのみだったが、韓国では数千人が小泉首相の写真を燃やすデモが起きた。韓国政府は靖国神社の参拝問題について、A級戦犯が分祀されたとしても日本政府首脳らの参拝は受け入れられず、分祀は問題の根本的な解決にはならないと述べている。
王雪萍（東洋大学）は、中国の歴史教科書が日本の中国侵略の説明について、1980年代までは資本主義と封建勢力が結合した権力集団が責任を持つとしてきたが、1990年代以降、階級を分けて日本国内の矛盾を説明する内容がなくなり、戦争責任を日本という国家全体に帰するようになり、一部の軍国主義者と一般国民を区別する方法をやめたことによって、反日デモの矛先が日本政府、日本の資産階級のみならず、日本の一般国民にも向けられるようになったと分析している。

## 各地の状況

### 上海におけるデモ
それまで目立った動きを見せていなかった上海中心部でも、初の反日デモが行われた。参加者は、ネット掲示板を利用してデモを呼びかけた。市政府も事前動向を察知しており、市内の大学生に対してデモに参加しないようにショートメッセージサービスを送った。
2005年4月16日（土曜日）午前8時半頃200人くらいの学生が人民広場南側に集まり、9時延安中路を沿って上海日本総領事館の所在地である長寧区に進んだ。日本総領事館周辺には1万人以上が集まり、約５時間にわたって、レンガの破片やペットボトル、ペンキ、卵、果物などを総領事館に向かって投げた。警察はデモ行進に同行して監視しているだけであった。政府は、デモに参加した学生たちを専用バスで学校に送った後、コンテナで日本総領事館入口の万山路を閉鎖した。
上海市内では、暴徒により日本料理店など10軒以上が壊された。この日の上海のデモ参加者は、最終的に10万人に達した模様である。反日デモの一部は暴徒化しており、中国人経営の日本料理店や中国人が乗っている日本車に対して、大勢で襲撃した。日本人がデモ参加者に追い掛け回される騒動があったほか、中国人に取り囲まれた日本人2人がパトカーに逃げ込んだが、群衆がパトカーの窓ガラスを割ったため、2人は頭などに軽いケガをした。
日系企業では、看板など日本語が書かれた部分を布で隠したり、外では日本語を話さないように指示をしたり、家族を帰国させたり、日本からの出張を中止したりなど、被害に遭わないための対処をしている。旅行会社も、観光客の身の安全の保障が取れないためか、パッケージツアー旅行中止の措置が取られた時期もあった。また、休業中の日本料理店が放火されるという、極めて悪質な事件もあった。
デモ(暴動)参加者の無差別破壊活動により、日本料理店等が破壊されたことについて、中国政府は一切の補償はしないことになっているが、非公式に上海市人民委員会が損害賠償の話を進め、窓ガラス数枚程度割られる被害にあった日本料理店に対して、ガラス代数千円規模のもののみ弁償が行われたという情報もある。日本総領事館にも建築物を所有する不動産店から同じような要請があったが、日本国内のイメージダウンを警戒してか受け入れたと言う情報はない。
デモ参加者は、上海の都市戸籍を持たない地方（農村戸籍）と国内の経済ライバル地域からの若者が多い。4月25日（月曜日）、中国の検察機関は暴動参加者の調査を始め、16人を逮捕した（李碧純（湖南省）、张建勇（湖北省）、尹秀峰（上海市））。またネットでデモを呼びかけた湯曄という上海の若者をも逮捕して、懲役5年の判決を言い渡した。同日上海市共産党党部の機関紙解放日報の社論は「大量の証拠により、今回の違法デモは愛国的な行動ではなく違法な行為であり、民衆が自発的に行ったものではなく背後に陰謀がある」と指摘した。
また、「沖縄を中国に返せ」と書かれたビラが出たと、沖縄県の沖縄タイムスが報じた。

### 香港における活動
4月10日、香港教育評議会と中国歴史教育学会などが連携して、署名活動を行った。彼らによれば、日本の尖閣諸島（中国称釣魚台群島）の横領、歪曲された教科書の検定通過、および日本の国連安保理常任理事国入りに反対し、4月17日(日)にデモ行進が行われた。他の地域と違って警察に従ったデモであったが、参加者は数千人規模となった。

## 中国政府の対応
4月10日、中国外交部スポークスマンは、「デモは日本の侵略の歴史に対する誤った対応を不満に思った民衆が自発的に起こしたもので、デモの参加者には冷静で理知的、かつ合法的で秩序のある振舞いを求める」との態度を示した。後に参加者の若干名を逮捕しているようだが、どのような基準による逮捕か不明である。また上海市当局は、日本政府や企業に対するデモ隊の破壊行為について謝罪を拒否した。
4月17日急遽訪中した町村信孝外相は、北京の釣魚台賓館で中国外交部長李肇星と会談し、謝罪と補償を求めたが、李外相は今回の事態は日本の行動が中国人民の心情を傷つけたために発生したものであり、中国政府としては謝罪しないことを明らかにした。
4月18日、温家宝首相は町村外相との会見を拒否し、代わりに会見した唐家璇国務委員は、「東シナ海のガス田開発で中国国民を刺激すれば計り知れない結果をもたらす」と警告した。
4月19日中国中央テレビの情報で，中国共産党は，北京で党や軍の幹部約3,500人を集めて日中関係に関する異例の大報告会を開き，李肇星外相が「無許可デモに参加しないよう」呼び掛けたというのがあった。2004年に開催されたサッカーのアジアカップで起こった観客の暴動が、CNN等海外メディアに報道されたことによる時と同様なイメージダウンを避けるための意識した戦略が見てとれる。
4月23日、商務部の薄熙来部長が、「不買運動」は日中貿易を妨害していると伝え、「日本製品のほとんどが中国から生産された商品であり、不買運動は良いものではない」と記者会見で答えた。
5月4日、大規模な反日デモが懸念されたが、中国政府の事前の警告の結果、組織的なデモは発生しなかった。しかし、江沢民前国家主席が、この日南京市内の南京大虐殺記念館を訪問していたことが後日判明。現在、この行動が江沢民の意思の表明であることは確実視されているが、江沢民本人は一連の反日デモについて一切何も語ってはいない。

## 日本における反応
外務省は、在外日本人に対する嫌がらせ行為（タクシーへの乗車拒否、セクシャルハラスメントやヘイトスピーチの嫌がらせ電話・電子メール、取り囲み、暴行）があった事を警告し、日本国政府は日本人に冷静になるよう呼びかけている。暴動の被害については中国政府に抗議するとともに、謝罪と損害賠償を求めた。日系家電メーカー各社の中国人顧客向けフリーダイヤルには嫌がらせ電話が続き、留守番電話に切り替える対応に追われた。日本人入居者向けに、市内のスーパーに「買い物バス」を出しているマンションも出た。
また日本のマスメディアは、デモ隊の一部が暴徒化したシーンを繰り返し報道した。
デモ後に、東京都港区の中国大使公邸が、ペンキで汚されたりドアが傷つけられたり、大使館教育処に爆弾送付の電話があったりした他、大阪・福岡・長崎の総領事館には、片栗粉と推定される白い粉（炭疽菌テロへの便乗）、拳銃の薬莢、銃弾風の金属片、剃刀の刃などがデモを誹謗する内容のメモ同封で郵送されている。更に在大阪総領事館では、男がガラス瓶を投げ込んだ後、焼身自殺を図る事件が発生。4月18日早朝には、日中協会の神奈川県の事務所、文京区の日中学院にエアソフトガンでベアリングが撃ち込まれた。中国銀行横浜支店には火炎瓶が投げられ、右翼の男が現行犯逮捕されている。被害は10都道府県25箇所に上る（4月19日現在）。25日には山梨県で友好記念樹が何者かに切り倒され、赤スプレーがかけられた。内閣総理大臣小泉純一郎も記者会見で、こういった日本での事件について「それはいけませんね」と答え、「反日感情が出ている時こそ友好意識を持つ事が大事だ」と述べた。
それに影響してか、東京韓国学校にも4月15日に“出て行かねば皆殺す”との脅迫電話があった。
日本国内では大規模な反中デモや集会などは起きておらず、平静を保っている。しかし、10都道府県(4月19日現在)で25件の中国関連施設での嫌がらせが明らかになり、中国に対する反感は表面に表れつつある。4月18日には、在日中国大使館で黄星原参事官が記者会見を行い、日本での中国関連施設に対する嫌がらせはテロや脅迫・破壊行為であるとし、日本政府に対して安全確保、釈明、謝罪、補償を求め、抗議するに至った。また、日本の報道機関に対しても「被害や犯行を矮小報道している」と不満を表明し、バランスの取れたものにするよう求めている。
4月23日には、東京で中国の反日暴動に対して200人ほどのデモ行進が行われた。他にも、東京で台湾人など数十名ほどが集まり、中国における歴史問題や台湾外交等について批判する反中デモが起こった。
2004年にブームとなり、2005年に入っても伸びていた中国旅行はゴールデンウィークを前にキャンセルが続出し、5月連休時の臨時増便を取りやめた航空会社も続出した。また、中国への修学旅行をキャンセルする高校も続出した。
日本政府は、4月22日の小泉・胡会談に先立ち、東シナ海海底ガス田問題を打開するため中国側提案を受け入れる方針を固めた。中国側のデモ収束決定と併せて考えると、一連の動きは中国共産党が日本の譲歩を引き出すために仕掛けたと推定できる。
三谷博と劉傑は共同で『朝日新聞』に寄稿し、中国による軍拡、東シナ海・南シナ海における軍事恫喝、反日デモの暴力行為、反日教育などは一切批判せず、反日デモのすべての原因と問題は、小泉純一郎首相の靖国神社参拝と新しい歴史教科書をつくる会の歴史教科書であり、中国は一切悪くなく、悪いのはすべて日本であり、反日デモの原因と問題は日本にだけ存在するという認識を示した。

## 他国での報道
- アメリカ
  - ワシントン・ポスト -「中国政府がデモを容認するのは稀だが、今回は例外だったようだ」「最近、中国はアジアをリードしたいという理由から日本を都合の良い悪役に仕立てている」「危機の原因をもたらしたのはほとんどすべて中国政府」
  - ロサンゼルス・タイムズ -「不幸にも日本は中国の政治的な術中にはまっている」「中国は日本を脅迫している」
  - ウォール・ストリート・ジャーナル -「中国自身の歴史歪曲の度合いは日本より大きく、日本に言う前に自身の歴史解釈を見つめ直すべき」「（アジア・アフリカ会議において）小泉首相がこれほど明確に（過去の植民地支配について）謝罪をした以上、こんどは中国が自国の誤った行動への謝罪を表明する番だ」

- イギリス
  - ガーディアン - 「日本は中国を侵略したことを何度も謝罪しているが、多くの中国人は十分ではないと感じている。信頼は定期的な対話によってのみつくられる。中国も日本も冷静になり、対立の炎をさらに燃やすことは避けるべきだ」
  - タイムズ -「明らかに中国政府の暗黙の奨励に基づいて行われている」 「中国政府の公式警告にもかかわらずデモは行われた。今回のスケールは当局を驚かせたように見える」
  - エコノミスト -「日本の常任理事国入りは当然」「中国が東アジアの将来を思い通りにできないということを知る為にも日本の参加が必要」
- フランス
  - フィガロ -「共産主義体制において、ナショナリズムは常に欲求不満のはけ口として政府の役に立っている」
  - ヘラルド・トリビューン -「教科書問題は単なる口実。デモの主要原因は日本の国連常任理事国入り阻止と、自らの失政から目を逸らさせるため」
- ドイツ
  - フランクフルター・アルゲマイネ -「日本政府は何が原因でデモが起こったかを無視している」「独、仏、英の親中派は、長年の同盟国である日本を犠牲にしてまで中国を強大化させたいのか」
- 国連
  - 「大変微妙な問題であり、国連として日本政府がどう対処すべきと言う立場にない。2国間で解決すべきだ」としつつ「日本が微妙な側面に対応するなら、この問題は解決に向かうかもしれない」と間接的ながら日本の善処に期待を表明（ロバート・オア事務総長補）

## 反日活動の特徴
参加者は、1989年の天安門広場で起こった主に民主化を求めた学生運動(「6･4事件」)世代の次の世代に当たり、主に学生を中心とした若年層である。インターネットの反日サイトによる呼びかけに応じて、無許可集会やデモを行うのが特徴である。ほかに、ネット掲示板、携帯電話のショートメールなどで伝わる現象も見られる。

### 反日運動の主な内容
「愛国無罪」や「日本製品ボイコット」などを叫び、成都、深圳、広州、北京などの大都市でデモ行進した。一部のデモ隊が暴徒化し、日本料理店などに破壊活動を行った。上海では、日本人留学生3名が中国人とみられる人物により暴行を受け、重傷(内1人は意識不明の重体にもなった)を負った。後に、暴行を加えたうちのひとりとみられる中国人の男1人が逮捕された。日本料理店だけでなく、日本製品を使う中国人に対しても激しく攻撃するなどの感情的な行動もみられる。日本料理店については、近辺のライバル店の集団が突如現れ激しく攻撃するなど、便乗行為すら発生しているという報告もある。

### 反日運動の中国側の主張
- 日本が戦争犯罪を認めない国家として、国際連合安全保障理事会常任理事国に入る事は世界平和に貢献できない
- 扶桑社の歴史教科書（→歴史教科書問題）は歴史を歪曲している
- 日本の右翼が日中戦争を歪曲している
- 尖閣諸島における領海主権要求問題や東シナ海の海底資源問題

### ウィーン条約違反
北京にある日本大使館では窓ガラス約20枚が割られ、上海でも13枚の窓ガラスが割られるなどして日常業務に支障が出ており、この件についても特に警官隊が静止するようなことはなく事実上黙認し、謝罪も拒否している。
中国も批准しているウィーン条約の第31条（領事機関の公館の不可侵）は、これらの行為を防止する義務を有していることから、中国政府は重大な違反を犯していることになる。

### 中国政府の対応の意図
中国政府は、近年、経済発展と国内社会の安定を国家の中心課題として取り上げている。しかし現在中国は、経済発展に向かう「政府」と「共産党」との間に、思惑のズレが見られている。しかも、デモが「愛国無罪」と愛国心を前面に出して行われているため、強く制止すると批判が逆に政府に向いてしまうことが懸念され、中国政府はデモを容認するしかないのではないか、との見方が日本を含めた海外では主流である。
これらのデモは、扶桑社の歴史教科書問題だけではなく、日本の国連安全保障理事会の常任理事国入り阻止も問題にしており、また、東シナ海海底天然ガス田をめぐって日中の対立が表面化し始めた時期とも重なるからである。少なくとも、日中の交渉に反日デモによる威圧を利用しようとする動きは、明瞭に観察できる。また、現在の好景気が外国資本(主にアメリカや日本)によるところが大きいこと、それ以上の過熱化を防ぐために引き締めを行う非常に重要な時期であること、北京オリンピックや上海万博などを控えたこの時期にボイコットなどを含めた日本との対立を避けたいということが考えられる。